# 13 Ulica

Logo kanału 13th Street Universal

13 Ulica (do 13 września 2013 13th Street Universal) – filmowy kanał telewizyjny nadawany przez 24 godziny na dobę. Na ramówkę stacji składają się w znacznej większości różnorodne seriale i filmy kryminalne.

## Historia
W 2007 roku nadawca Hallmark Channel, spółka Sparrowhawk Media została włączona w struktury koncernu NBCUniversal. Z uwagi na ograniczenia czasowe na używanie marki kanału, w kolejnych latach zdecydowano się wycofywać stację Hallmark Channel z krajów, w których była dostępna, zastępując ją nowymi markami z portfolio nadawcy – 13th Street Universal, Diva Universal, Universal Channel, SciFi Universal oraz Studio Universal. W polskiej wersji stacji rozpoczęto wycofywanie z ramówki filmów telewizyjnych, zastępując je serialami kryminalnymi – wszystko na potrzeby wprowadzenia na rynek kanału 13th Street Universal. 
Ostatecznie 13 września 2010 roku na polskim rynku pojawił się 13th Street Universal, sygnowany jako kanał intrygi i sensacji.
4 kwietnia 2013 roku 13th Street Universal dołączył do Cyfrowego Polsatu. Trzy lata po starcie kanału w Polsce, tj. 13 września 2013, kanał zmienił nazwę na 13 Ulica i rozpoczął emisję w formacie 16:9. 12 marca 2014 roku wszedł w skład oferty platformy Platforma Canal+.
14 marca 2016 roku uruchomiona została wersja w wysokiej rozdzielczości.

## Oferta programowa

### Wybrane seriale
- CSI: Kryminalne zagadki Las Vegas
- CSI: Kryminalne zagadki Nowego Jorku
- Columbo
- Dowody zbrodni
- Era Wodnika
- Napisała: Morderstwo
- Podkomisarz Brenda Johnson
- Prawo i porządek
- Punkt krytyczny
- Żona idealna
- Bates Motel
- Chance
- Kobra – oddział specjalny

### Filmografia
- Historia Jackie Bouvier Kennedy Onassis
- Niewinność na sprzedaż
- Odbicie
- Ryzyko
- Zniewolona